# Antonius Subianto Bunyamin
Antonius Franciskus Subianto Bunyamin OSC (ur. 14 lutego 1968 w Bandungu) – indonezyjski duchowny katolicki, biskup diecezjalny Bandungu od 2014.

## Życiorys
Święcenia kapłańskie otrzymał 26 czerwca 1996 w zgromadzeniu Kanoników Regularnych Krzyża Świętego. Po święceniach i studiach w Belgii został wykładowcą katolickiego uniwersytetu w Bandungu. W latach 2003–2007 studiował w Rzymie, a po powrocie do kraju wybrano go wiceprowincjałem. W 2010 i 2013 był wybierany przełożonym indonezyjskiej prowincji zakonnej.
3 czerwca 2014 papież Franciszek mianował go biskupem diecezjalnym Bandungu. 25 sierpnia 2014 z rąk arcybiskupa Ignatiusa Hardjoatmodjo przyjął sakrę biskupią.